# Аплифтинг-транс
Аплифтинг-транс (англ. uplifting trance, дословно — «воодушевляющий транс») — музыкальный жанр и поджанр транс музыки. Жанр зародился в Германии, широко популярен на транс-сцене и является одной из ведущих форм танцевальной музыки во всём мире. Классическая музыка сильно повлияла на этот жанр в 1990-е годы.

## Характеристика звучания
Аплифтинг-транс намного легче по звучанию, чем, например, тот же гоа-транс. У этого жанра более длительные основные аккордовые прогрессии во всех элементах (ведущий синтезатор, бас и высокие частоты). Темп базируется около 138—140 BPM. Аплифтинг-транс использует «сайдчейн».
Название данного жанра можно объяснить тем, что в музыкальных композициях, соответствующих этому жанру, присутствуют высокооктавные мелодии, которые звучат очень тонко, легко и красиво (мелодично), такие композиции как бы «парят» в воображении слушателя и являются наиболее положительно эмоциональными. 
Одной из основных особенностей этого стиля является бас-линия, состоящая из нижнего и верхнего пульсирующего баса-арпеджио. 
Такие треки обычно очень легко слушаются и воспринимаются, однако являются композициями довольно сложными в написании, а также по содержанию. 
Данный поджанр очень часто путают с Melodic trance, однако их схожесть только в мелодичности композиции, эмоциональности и ритме. 
Некоторые поклонники транса считают, что родоначальником данного подстиля являлась композиция The Thrillseekers — Synaesthesia, однако по современным меркам концепция Аплифтинг транса изменилась в пользу насыщенности и многоэлементности состава композиций.

## Текущее состояние
Начиная со второй половины 2000-х годов, люди вновь заинтересовались этим жанром, и он вернулся на дискотеки, где играли знаменитые исполнители, как 4 Strings, ATB, Ферри Корстен и Армин ван Бюрен. В 2010-е появились новые исполнители в этом жанре: Джон О’Каллаган, Aly & Fila, Super8 & Tab.